# Миядзаки, Тэрунобу
Тэрунобу Миядзаки (яп. 宮崎 照宣, Miyazaki Terunobu) — японский физик, специализирующийся на физике твердого тела. Его области исследований включают магнетизм и магнитные материалы, а также поиск новых функциональных магнитных материалов для спинтроники. Впервые наблюдал эффект туннельного магнитосопротивления при комнатной температуре (1991), а также эффект гигантского туннельного магнитосопротивления (1994).

## Биография
Терунобу Миядзаки родился в префектуре Сайтама, Япония, в 1943 году. Миядзаки изучал прикладную физику в Высшей школе инженерии Университета Тохоку, где он получил степень бакалавра в 1967, магистра в 1969 году и докторскую степень в 1972 году. С 1973 по 1975 год он был научным сотрудником и стипендиатом Гумбольдта в Университете Регенсбурга, Германия. Он работал профессором в Университете Тохоку с 1991 года и вышел на пенсию в марте 2007 года.
В 1991 году Терунобу Миязаки обнаружил действие эффекта туннельного магнитосопротивления при комнатной температуре, относительное изменение сопротивления при этом составило 2,7% (ранее данный эффект наблюдался лишь при 4,2 К). Позже, в 1994 году, группа Миядзаки впервые обнаружил эффект гигантского туннельного магнитосопротивления в структуре Fe/Al2O3/Fe, в которой отношение магнитосопротивления составило 30% при 4,2 К и 18% при 300 K.
С ноября 2007 года он был профессором передового института исследования материалов Университета Тохоку. В настоящее время он участвует в проекте NEDO Spintronics Nonvolatile Device (энергонезависимые устройства спинтроники).
В 2009 году Терунобу Миязаки совместно с Джагадишем Мудера, Полом Тедроу и Робертом Ме́зерви (все трое из Массачусетского технологического института) получил премию Оливера Бакли за новаторскую работу в области спинтроники.
Также он был удостоен следующих научных премий: «Премия Японского Магнитного общества (MSJ) за выдающиеся научные труды» (1997, 2008), «Премия Японского Магнитного общества» (2003), «Научная премия Ядзаки» (2003), «Премия Ямадзаки-Тейичи» (2005), «Премия в области науки и технологий» от Министра образования, культуры, спорта и технологий Японии (2006), «Премия Японского Магнитного общества за выдающиеся публикации» (2006), «Премия Асахи» (2008).
В 2012 году Терунобу Миязаки совместно с Цзинь Ханмином опубликовал учебник «Физика ферромагнетизма», в котором обобщены новые разработки в области исследования ферромагнетизма.